# Соснина-2
Соснина-2 — ботанічна пам'ятка природи місцевого значення. Об'єкт розташований на території Ковельського району Волинської області, ДП «Ковельське ЛГ», Радовичівське лісництво, квартал 2, виділ 19, 20, 23, на південний схід від с. Ворона.
Площа — 23 га, статус отриманий у 1991 році.
Охороняється ділянка лісових насаджень віком близько 100 років, де зростають сосна звичайна, дуб звичайний, горобина звичайна та ліщина звичайна. У трав'яному покриві трапляються лікарські рослини та ягоди.

## Галерея

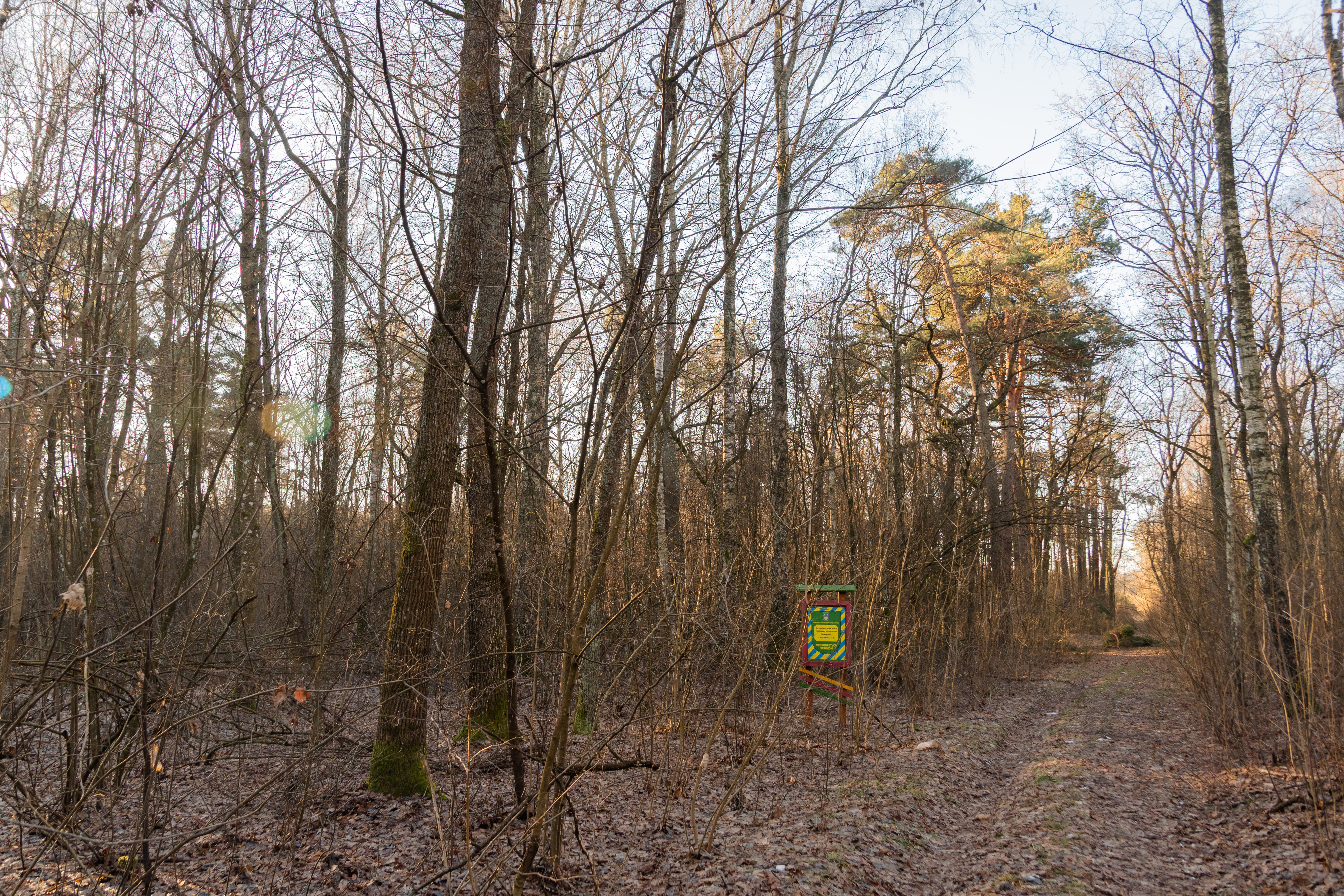
Вигляд у центрі
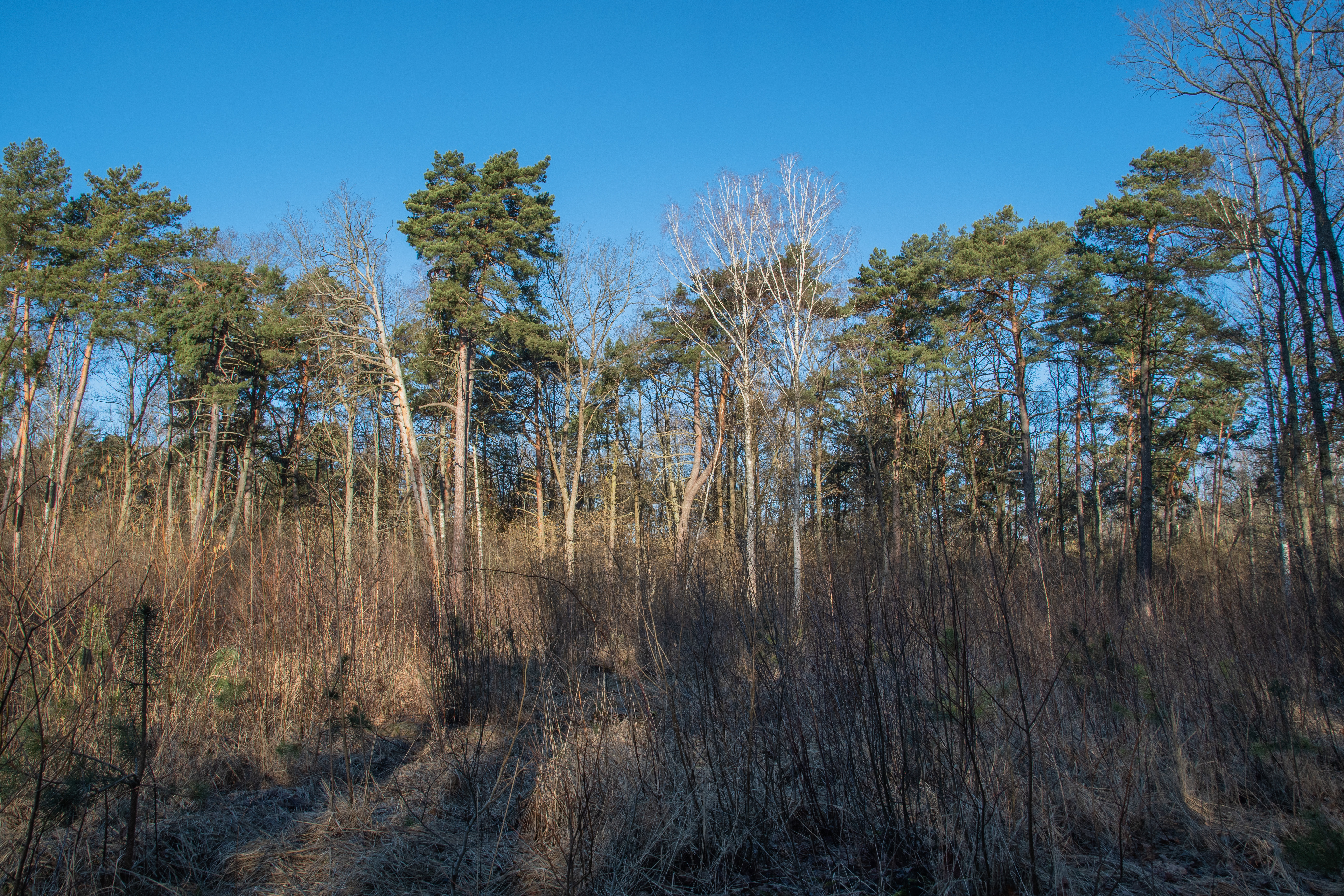
Вигляд з південного сходу
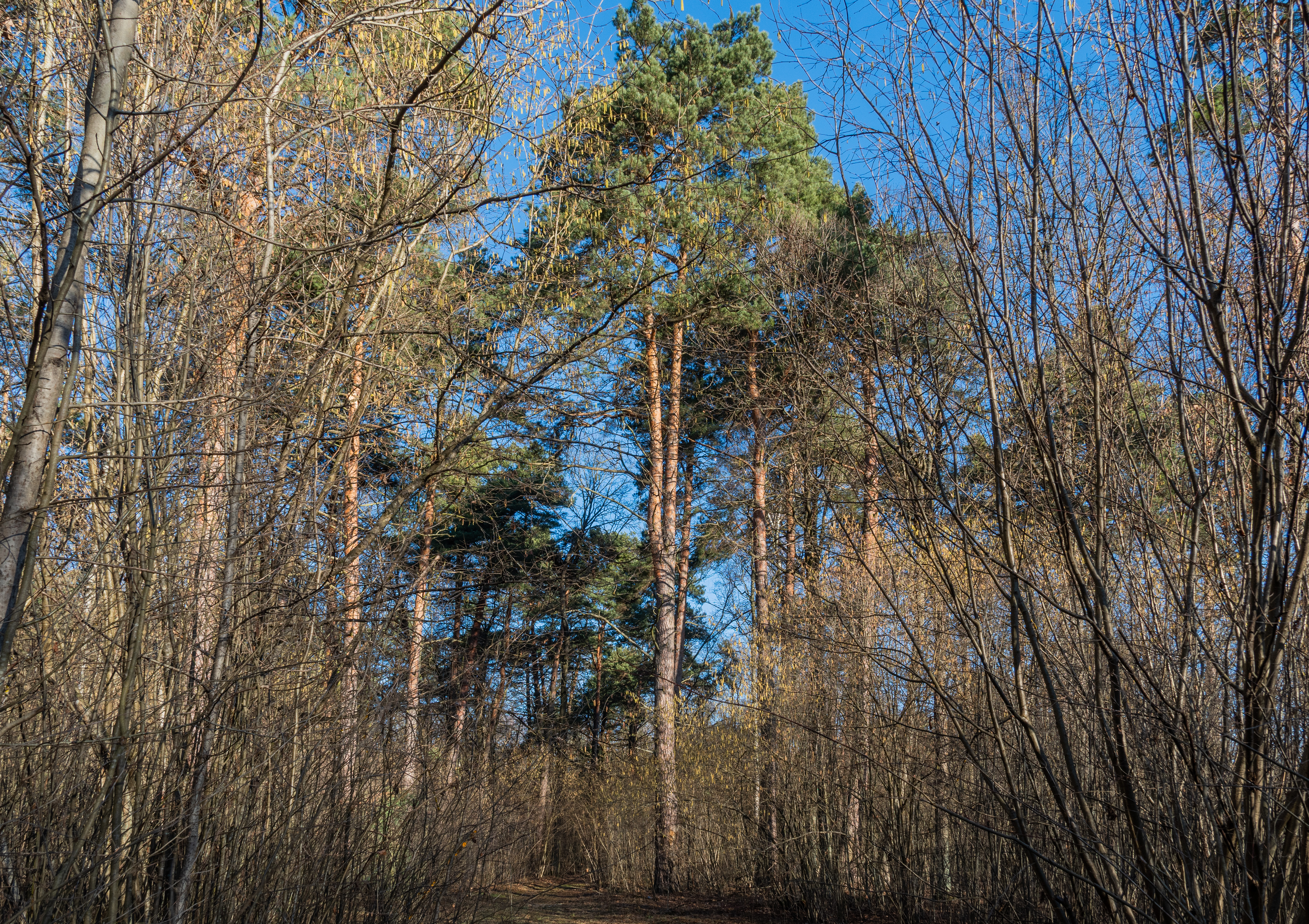
Вигляд з півдня
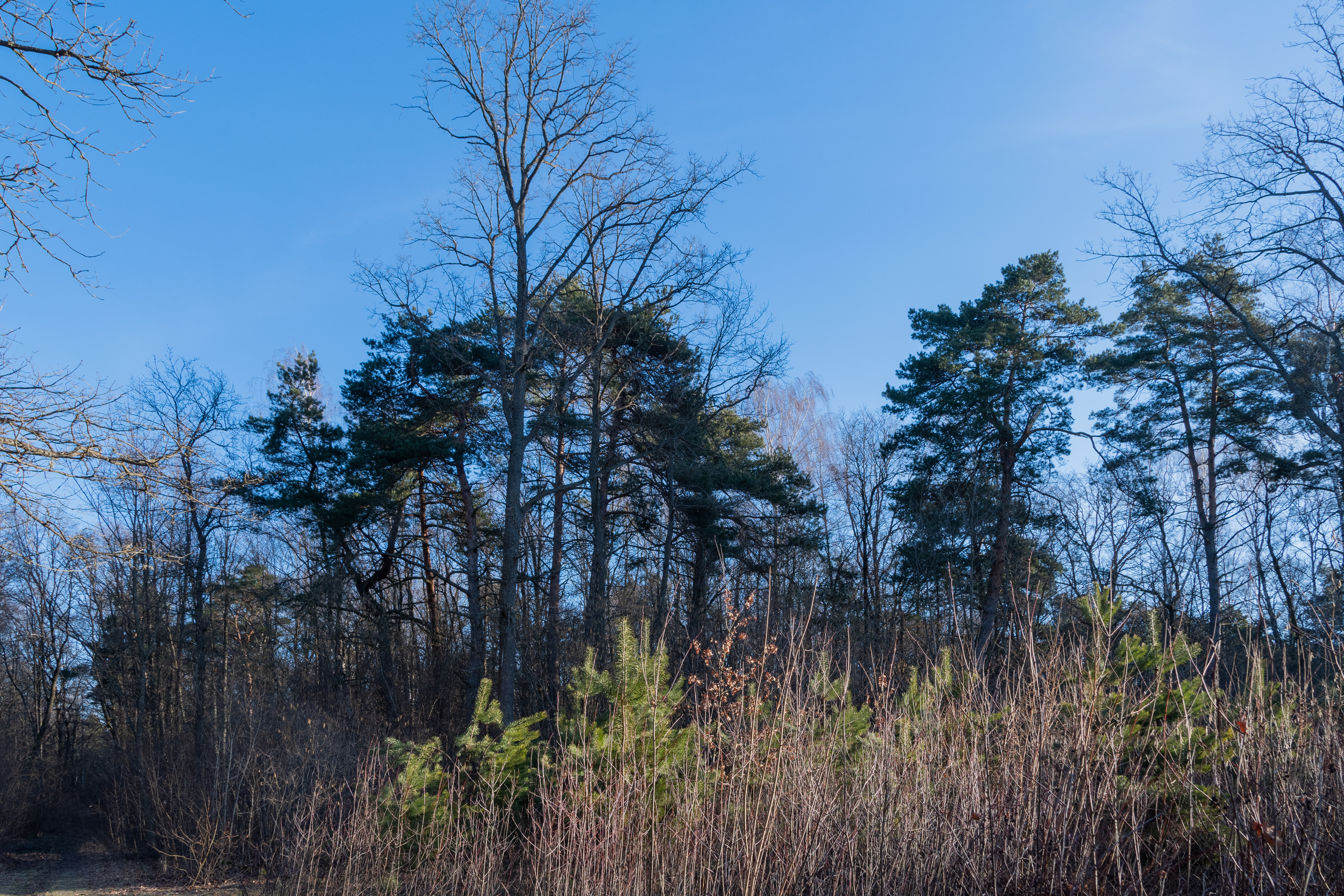
Вигляд із заходу